# Textus receptus

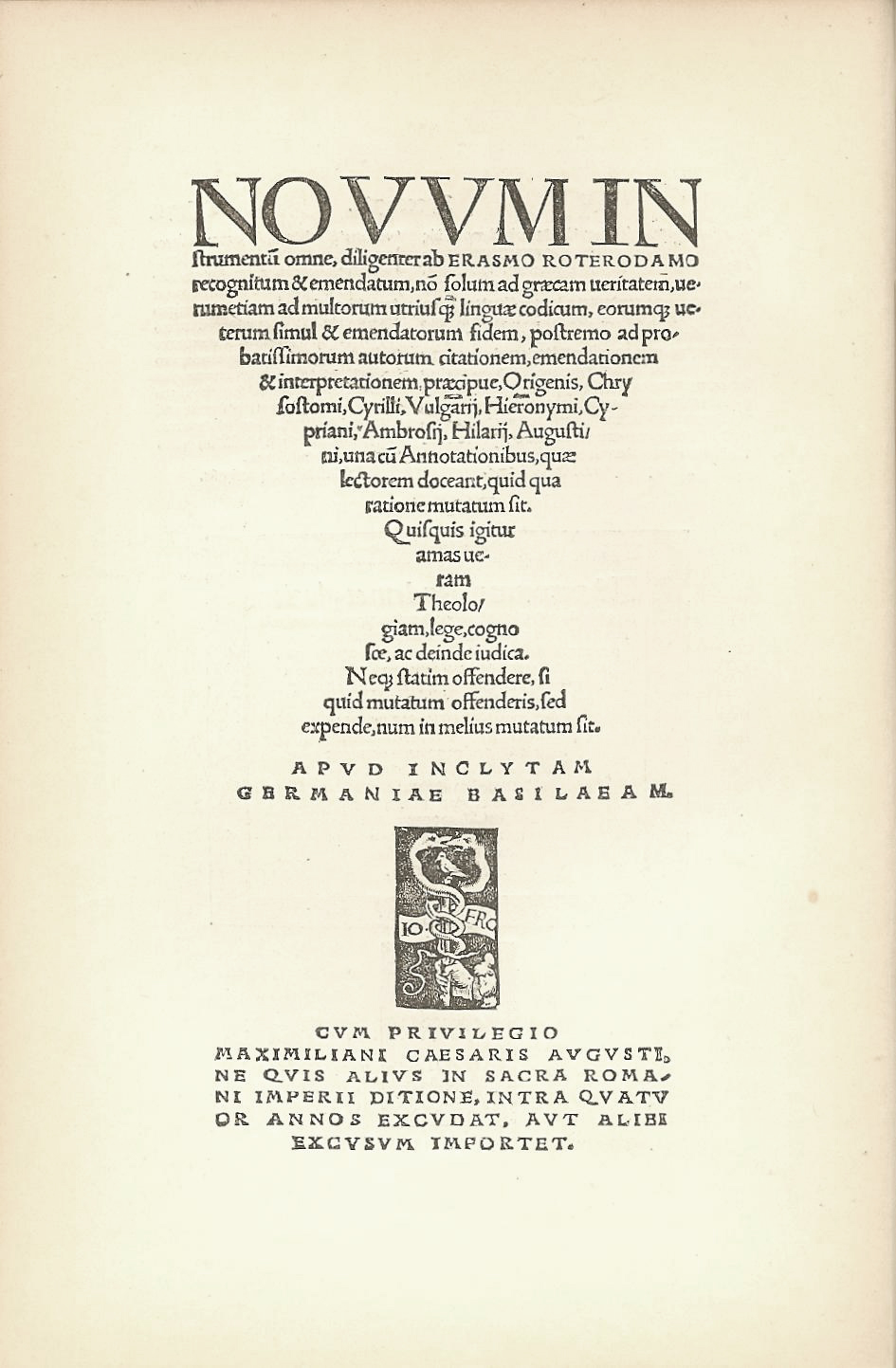
Titelseite der Ausgabe des Neuen Testaments von Erasmus (1516)

Textus receptus (lat. für „überlieferter Text“), abgekürzt TR, nennt man jene Textfamilie des griechischen Neuen Testaments, die in den weit verbreiteten Druckausgaben des 16. und 17. Jahrhunderts zu finden ist und sich in der Folge im Westen bis ins 19. Jahrhundert durchgesetzt hat.

## Bezeichnung
Der Begriff Textus receptus wurde geprägt durch das Vorwort einer Ausgabe des griechischen Neuen Testaments von 1633 durch Bonaventura Elzevier und seinen Neffen Abraham Elzevier, Drucker aus Leiden. Sie schrieben 

„textum ergo habes, nunc ab omnibus receptum, in quo nihil immutatum aut corruptum“

 was übersetzt bedeutet: „Du erhältst also den Text, der nun von allen übernommen/gutgeheißen wurde, in dem nichts verändert oder verfälscht ist.“ Die zwei Wörter textum und receptum wurden später in der Phrase textus receptus zusammengezogen, womit der zugrundeliegende Text als allgemein akzeptierte und damit verbindliche Textfassung des Neuen Testaments ausgegeben wurde. Hermann von Soden nennt diese Formulierung in seiner vierbändigen Textausgabe abschätzig eine Buchhändlerreklame. Der Begriff ist irreführend, da alle existierenden Handschriften ein Teil dieser Überlieferung sind, nicht nur eine kleine, mehr oder weniger zufällige Auswahl. 

## Entstehung
Die Texttradition dieses Textus receptus beginnt mit der ersten Druckausgabe des griechischen Neuen Testaments, die Erasmus von Rotterdam 1516 unter dem Titel Novum Instrumentum omne vorlegte. Sie war zweisprachig und enthielt den lateinischen und den griechischen Text. Erasmus standen dazu sieben griechische Handschriften des Neuen Testaments zur Verfügung, die der Tradition des byzantinischen Mehrheitstextes (Siglum {\displaystyle {\mathfrak {m}}}) zuzurechnen sind und aus dem 11. bis 15. Jahrhundert stammen. Aus diesen Handschriften gewann Erasmus unter Zuhilfenahme der Vulgata und von Bibelzitaten bei den Kirchenvätern seinen Text, den er an einigen Stellen selbst ergänzte, wo die Handschriften Lücken aufwiesen. Er wurde damit zum ersten Textkritiker des Neuen Testaments. Die Ausgabe wurde innerhalb von nur fünf Monaten vorbereitet und enthielt wegen des Zeitdrucks relativ viele Fehler. Eine zweite, korrigierte Auflage erschien 1519. Diese bildete auch die Textgrundlage für Martin Luthers deutsche Übersetzung. Drei weitere Auflagen mit Textänderungen erschienen 1522, 1527 und 1535.
Schon lange vor der Erstausgabe des Erasmus wurde in Spanien unter Leitung des Kardinals Jiménez eine aufwendige mehrsprachige Ausgabe der Bibel und damit auch des Neuen Testaments vorbereitet, die Complutensische Polyglotte, die jedoch erst 1520 erscheinen konnte.
Auf Grundlage dieser beiden Editionen gab Robert Estienne (genannt Stephanus) 1546 eine textkritische Ausgabe heraus, deren dritte Auflage 1550 erschien und unter dem Namen Editio Regia bekannt ist. Mit der vierten Auflage wurde von Estienne die bis heute angewandte Verszählung für das Neue Testament eingeführt. Estienne lehnte sich vor allem an die fünfte Auflage der Erasmus-Ausgabe an.
Der reformierte Theologe Theodor Beza veröffentlichte zwischen 1565 und 1611 (hier postum) weitere zehn Ausgaben des griechischen Neuen Testaments, die vor allem auf der vierten Auflage der Ausgabe Estiennes beruhten, aber auch einige Änderungen enthielten, die teilweise weder durch die früheren Ausgaben noch durch Handschriften belegt waren.

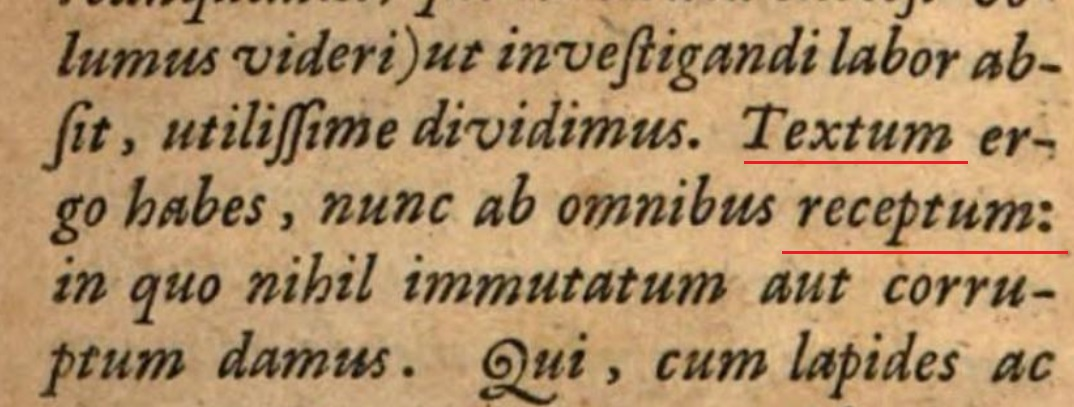
Elzevir 1633, Ursprung des Terminus Textus receptus

Auf diesen Texten Bezas (aus der ersten und fünften Auflage) bauten die Drucker Elzevir ihre Ausgabe auf, die in der zweiten Auflage von 1633 dem Textus receptus seinen Namen gegeben hat. Insgesamt erschienen bis 1678 sieben Auflagen des TR aus dem Haus Elzevir, die im Wesentlichen auf die Arbeit Erasmus’ zurückgehen und recht einheitlich sind, obwohl sie sich in kleineren Details unterscheiden.
Die letzten bedeutenden kritischen Ausgaben des Textus receptus stammen von Frederick Henry Ambrose Scrivener gegen Ende des 19. Jahrhunderts, der als Haupttext den Text der Editio Regia wählte und in den Apparat die Lesarten von anderen wichtigen Ausgaben setzte.
Die privilegierte Württembergische Bibelgesellschaft wechselte beim Druck des griechischen Neuen Testaments von Ausgaben des Textus receptus an der Wende zum 20. Jahrhundert zu der ersten Ausgabe von Eberhard Nestle, die auf einem Vergleich der Textausgaben von von Tischendorf, Westcott und Hort sowie Richard Francis Weymouth beruhte. Sie erschien 1898. Die Britische und Ausländische Bibelgesellschaft wechselte 1904 zum Text der dritten Auflage Nestles und machte sie zudem zur Textgrundlage für ihre Bibelübersetzungen in andere Sprachen. Der Textus receptus war damit auch in den preiswerten Handausgaben für den allgemeinen Gebrauch abgelöst.

## Textgeschichtliche Einordnung und Kritik
In der komplizierten Textgeschichte des Neuen Testaments unterscheidet man verschiedene Textfamilien. Erasmus hat seiner Erstausgabe sieben mehr oder minder zufällige Manuskripte des so genannten Mehrheitstextes oder byzantinischen Reichstextes zu Grunde gelegt. Davon enthielt eines das gesamte Neue Testament ohne die Offenbarung, zwei ausschließlich die Evangelien, zwei die Paulusbriefe, eines die Apostelgeschichte und die katholischen Briefe. Die Offenbarung lag ihm sogar nur in einer nicht ganz vollständigen Handschrift vor, so dass Erasmus die fehlenden Teile aus dem Lateinischen ins Griechische übersetzte und dabei eine Textversion schuf, die in keiner Handschrift bezeugt ist. Alle Handschriften waren von nicht besonders hoher textgeschichtlicher Qualität. Der Textus receptus, obwohl er viele Gemeinsamkeiten mit den anderen Ausgaben des Mehrheitstextes (byzantinischen Textes) hat, ist der schlechteste Vertreter all dieser Ausgaben, da er auf einer sehr kleinen Auswahl an Handschriften beruht.
Im 18. Jahrhundert wurde die Genauigkeit des Textus receptus in Frage gestellt: Ausgaben des griechischen Neuen Testaments wurden zunehmend mit einem textkritischen Apparat versehen, der abweichende Lesarten aus anderen Handschriften und Übersetzungen verzeichnet, zum Teil mit Angabe, sie seien vermutlich ursprünglicher als die Lesart des Textus receptus. Im 19. Jahrhundert wurden weitere Handschriften entdeckt, entziffert und in ihrer Wichtigkeit für die Textüberlieferung erkannt, darunter die wichtigsten Hauptzeugen des alexandrinischen Texttyps. Etwa ab dem Erscheinen der Editio octava critica maior von Konstantin von Tischendorf von 1869 bis 1872 und dem New Testament in the Original Greek von Westcott/Hort 1881 galt der Textus receptus in der wissenschaftlichen Textkritik nicht mehr als maßgeblich, obwohl die textkritischen Leitprinzipien von Westcott/Hort stark kritisiert wurden.
Bibelübersetzungen aus der Reformationszeit wie die Lutherbibel (Biblia Deudsch 1545) oder die englische King-James-Bibel legen den Textus receptus zu Grunde, während sich heutige Übersetzungen in der Regel auf die neueren textkritischen Ausgaben des griechischen Neuen Testaments stützen, vor allem auf das Novum Testamentum Graece und das im Text mit diesem identische Greek New Testament. Ausnahmen sind die Schlachter-Bibel in der Version 2000, die Luther21-Bibel vom La Buona Novella-Verlag. Herbert Jantzen und Thomas Jettel verwendeten in ihrer Übersetzung, Die Bibel in deutscher Fassung den Mehrheitstext als Textgrundlage. Verbreitet sind diese Versionen hauptsächlich in evangelikalen oder traditionellen Kreisen, da dieser Text seit der Reformationszeit historisch eine besondere Rolle spielt. Aus wissenschaftlicher Sicht gilt der Text der kritischen Ausgaben als ursprünglicher gegenüber dem Textus receptus. Seit die Bibelgesellschaften Anfang des 20. Jahrhunderts die textkritischen Editionen des griechischen Neuen Testaments als Textgrundlage genommen haben, basieren auch die meisten neueren Übersetzungen und Revisionen nicht mehr auf dem Textus receptus.
In einer gemeinsamen Richtlinie haben die Katholische Kirche und die United Bible Societies vereinbart, bei gemeinsamen überkonfessionellen Übersetzungen des Neuen Testaments grundsätzlich nicht mehr den Textus receptus, sondern kritische wissenschaftliche Ausgaben, insbesondere das Novum Testamentum Graece von Nestle-Aland bzw. das Greek New Testament zu verwenden. Die Vereinbarung unter dem Titel Guiding Principles for Interconfessional Cooperation in Translating the Bible stammt ursprünglich aus dem Jahr 1968 und wurde 1987 erneuert.

## Kirchliche Verwendung
Einzelne Anhänger des Textus receptus, die diese Textform als die von Gott inspirierte ansehen, gibt es heute vor allem in freikirchlichen und evangelikalen Kreisen.